# R–Mosty
R - Mosty, z.s. je spolek, který byl založen v roce 1992 a to zprvu jako „nadace Mosty“, ale protože těžiště jeho práce spočívalo především v pomoci romské komunitě, byla tato organizace v roce 1996 přejmenována na „Občanské sdružení R-Mosty“ (písmeno R jako „Romské mosty“). Posláním organizace R–Mosty je pomoc osobám ohroženým sociálním vyloučením v České republice, včetně poskytování konzultačních a poradenských služeb, vzdělávání dětí, dospělých i učitelů. Organizace vykonává tři registrované sociální služby:
- spravuje Azylový dům pro matky s dětmi v Mladé Boleslavi,[3]
- poskytuje služby v sociálně–právní poradně[3] na Praze 3,[4]
- provozuje nízkoprahový klub pro děti a mládež („Klub R-Mosty“)[4] a to včetně jeho mobilní podoby, kterou reprezentuje autobus „Uličník“.[3]

## Aktivity
Organizace poskytuje sociálně–právní poradenství, dále nabízí několik akreditovaných vzdělávacích programů určených pro odborníky z pomáhajících profesí, pro učitele apod.  Rovněž realizuje fakultativní aktivity z oblasti bydlení a zaměstnávání a podílí se také na projektech z oblasti kultury. Od roku 2012 tato organizace distribuuje (v rámci humanitární činnosti) potraviny pro nejohroženější rodiny jakož i pro jednotlivce, pomáhá jim nejen s vybavováním domácnosti ale například i se stěhováním. Organizace R–Mosty je členem Valné hromady Potravinové banky Praha, Asociace poskytovatelů sociálních služeb České republiky a je rovněž členem České asociace streetwork.
Organizace se věnuje zejména práci s lidmi ohroženými sociálním vyloučením; s osobami v krizi; rodinám s dětmi; mládeži jakož i osobám bez přístřeší. Tyto aktivity je možno začlenit do následujících tří skupin:
- programy sociální prevence pro děti a mládež a podpora jejich vstupu na trh práce (nízkoprahová zařízení);[1]
- odborné sociální poradenství, včetně právní asistence a „Job Clubu“ pro osoby ohrožené sociálním vyloučením;[1]
- azylový dům pro matky s dětmi.[1]

Ke konci roku 2019 pracovalo v organizaci asi 50 zaměstnanců, organizace spravovala šest nemovitostí a velký autopark.